# تنوع مواد مغذی
تنوع مواد مغذی (به انگلیسی: Nutritional biodiversity) نوعی رژیم غذایی است که بر تنوع مصرف یا دریافت غذایی جاندار تمرکز دارد. برخی بر این باورند که این تنوع به‌طور مستقیم با سلامت کلی و سرزندگی جاندار - انسان یا جانور - ارتباط دارد.
تنوع مواد مغذی، رژیمی است که در پاناما توسط یک ورزشکار و متخصص دائمی فرهنگ به نام براندون آیسلر مورد مطالعه قرار گرفت. او در حال مطالعه و آزمایش دریافت‌های مواد مغذی گوناگون در محدوده ۵۰ تا ۲۰۰ گونه مختلف و تأثیرهای آن بر عملکرد ورزشی و شفای بیماران بوده‌است.